# 索瓦尼翁
索瓦尼翁（法語：Sauvagnon，法語發音：[sovaɲɔ̃]）是法国大西洋比利牛斯省的一个市镇，属于波城区。

## 地理
索瓦尼翁（43°24'15"N, 0°23'15"W）面积16.74 平方千米，位于法国新阿基坦大区大西洋比利牛斯省，该省份为法国东南部省份，涵盖了贝阿恩与北巴斯克，西临大西洋比斯開灣，北至朗德省，东北接热尔省，东临上比利牛斯省，南与西班牙接壤。
与索瓦尼翁接壤的市镇（或旧市镇、城区）包括：科比奥斯-洛斯、杜米、莱斯卡尔、纳瓦耶-昂戈斯、塞尔卡斯泰、于赞。

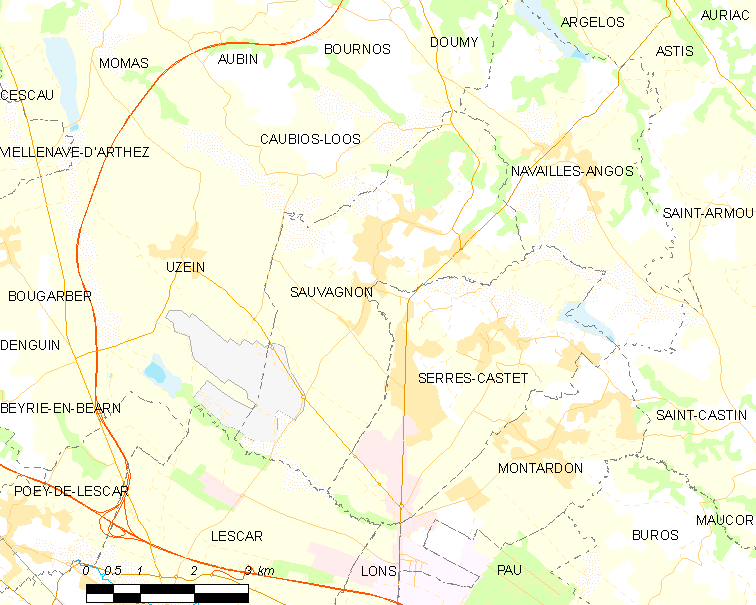
索瓦尼翁的OSM定位图

索瓦尼翁的时区为UTC+01:00、UTC+02:00（夏令时）。

## 行政
索瓦尼翁的邮政编码为64230，INSEE市镇编码为64511。

## 政治
索瓦尼翁所属的省级选区为吕伊河土地和维克比伊山坡县。

## 人口

1962-2008年间索瓦尼翁人口变化图示

索瓦尼翁于2022年1月1日时的人口数量为3542人。